# 30000 Camenzind
2000 AB138 (asteroide 30000) é um asteroide da cintura principal. Possui uma excentricidade de 0.08039870 e uma inclinação de 6.58504º.
Este asteroide foi descoberto no dia 4 de janeiro de 2000 por LINEAR em Socorro.